# Францішка Звонаж
Францішка Звонаж, уроджена Йодловська (пол. Franciszka Zwonarz (Jodłowska); 28 березня 1908 — 25 березня 1971) — полька, «Праведниця народів світу».

## Біографія
Францишка Звонаж, її чоловік Юзеф та їхні шестеро дітей жили в Лісько. Юзеф керував слюсарною майстернею. З 17 грудня 1942 року до літа 1944 року, протягом двадцяти двох місяців, подружжя Звонаж переховувало доктора Натана Валлаха та його дружину Яфу, які втекли з пересильного табору Заслав. Пізніше вони також переховували там братів Яфи, Пінка та Мілко Манастерів, а з літа 1944 року — їхню сестру Анну. Водночас вони надавали притулок доньці Валлахів, Рені (1938), яку в 1942 році Юзеф Звонаж передав Зофії Чемерис (дочці свого брата Євгеніуша, дружині офіцера Польської армії Тадеуша Чемериса) у Загуже. У вересні 1944 року, після вступу радянських військ, євреїв було звільнено.

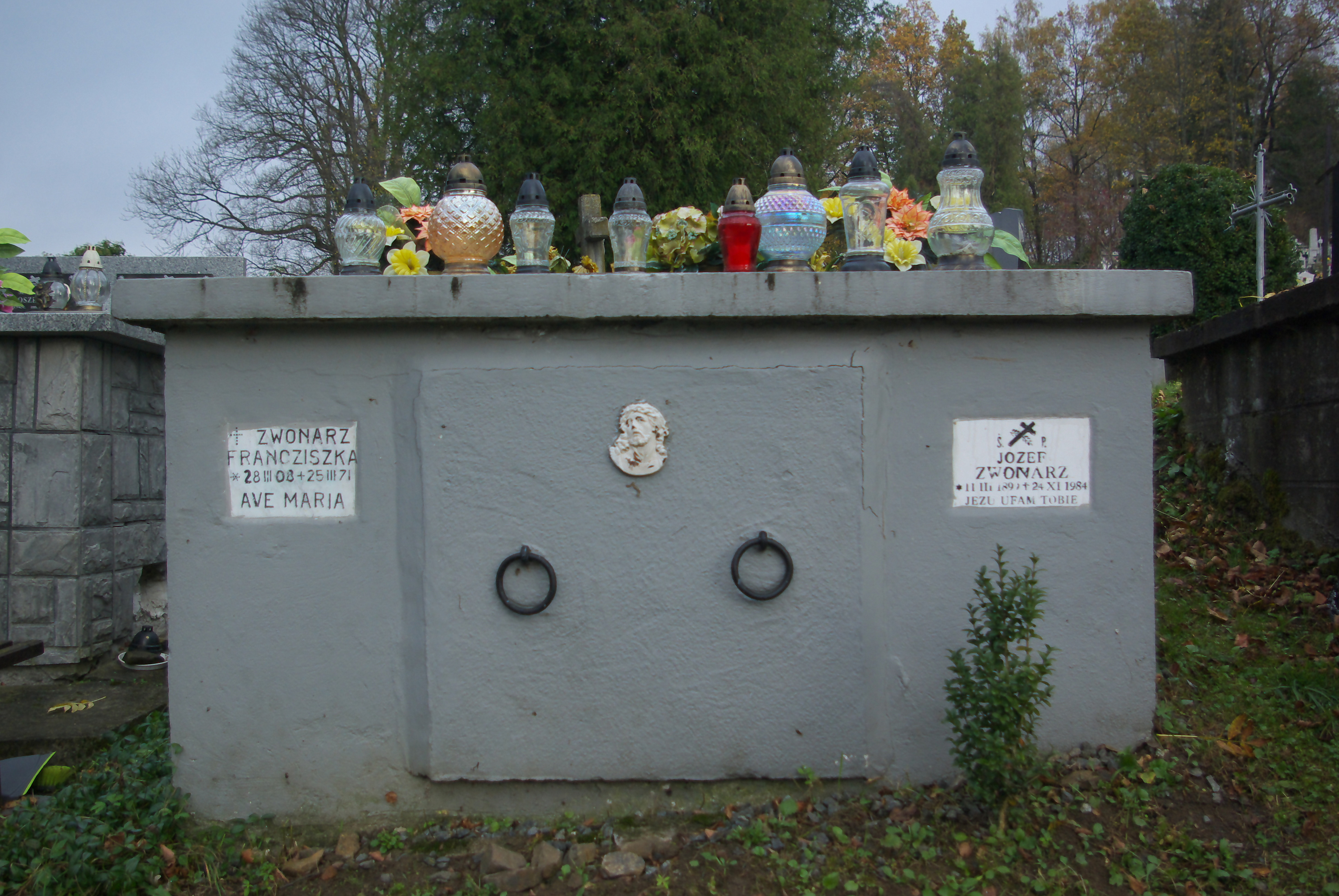
Склеп, в якому поховані Звонаж та її чоловік (2017).

У 1967 році родину Звонарж було нагороджено званням «Праведник народів світу» (№ 331). Через війну, що тривала на Близькому Сході, вони отримали цю відзнаку в 1980 році в Брюсселі. Їх обох поховали на цвинтарі в Лісько. У них було шестеро дітей: Марія, Яніна, Зофія, Францішек, Гелена та Ромуальд.
Яфа Валлах написала мемуари, які були опубліковані в Сполучених Штатах під назвою «Гірка свобода. Спогади вцілілої під час Голокосту» видавництвом Hermitage Publishers у 2006 році. Польський переклад був опублікований у 2012 році за редакцією Ельжбети Ранчі та виданий Інститутом національної пам'яті в Жешуві. У своєму репортажному романі «Над дивною річкою Самбатіон», написаному в 1955 та опублікованому в 1957 році, єврейський письменник Кальман Сегал включив посилання на Юзефа Звонажа та його порятунок єврейської родини.